# Valles de Palenzuela
Valles de Palenzuela és un municipi de la província de Burgos a la comunitat autònoma de Castella i Lleó. Forma part de la comarca d'Odra-Pisuerga.

## Demografia
| 1991 |  | 1996 |  | 2001 |  | 2004 |
| ---- |  | ---- |  | ---- |  | ---- |
| 110  |  | 114  |  | 106  |  | 103  |